# Blahodatne, Milove
Blahodatne (în ucraineană Благодатне) este un sat în comuna Mîkilske din raionul Milove, regiunea Luhansk, Ucraina.

## Demografie
Componența lingvistică a localității Blahodatne
     Ucraineană (96,55%)
     Rusă (3,45%)
Conform recensământului din 2001, majoritatea populației localității Blahodatne era vorbitoare de ucraineană (96,55%), existând în minoritate și vorbitori de rusă (3,45%).